# Isengau (Landschaft)
Der Isengau aus heutiger Sicht stellt sich anders dar als im Früh- und Hochmittelalter. Im Unterschied zum historischen Isengau wird er heute vor allem als Landschaftsregion, die eng mit dem Fluss Isen in Verbindung steht, verstanden.

## Region Isengau
Zum Isengau wird heute das Tal der Isen von der Quelle bei Maitenbeth bis Mettenheim im Unteren Isental, das sich ab Weidenbach ein gemeinsames breites Tal mit dem Inn teilt, gezählt. Dazu werden die Täler der Seitenflüsse links und rechts der Isen, sowie die Oberen Täler der Großen Vils von Frauenvils bis zur Quelle und der Rott von Brodfurth bis zur Quelle sowie deren südliche Seitentäler hinzugerechnet.
Nördlich der Isen und im oberen Isental, sowie östlich des Ornaubachtal (mit Ausnahme des Bereichs zwischen Oberornau, Reichertsheim, Steinkirchen und einschließlich des Taxbergs b. Aschau) ist der Isengau ein Hügelland mit geringeren Höhenunterschieden (bis zu 79 m). In den übrigen südlichen Landstrichen, insbesondere im Gattergebirge, ist der Isengau ein ausgeprägtes Hügelland mit größeren Höhenunterschieden (bis zu 156 m) und tiefen Talfurchen.
So ergibt sich ein Landschaftsgebiet innerhalb folgender Grenzen:
- Östlich von Eschlbach (Bockhorn) – Kirchasch (Bockhorn) – Neufahrn (Walpertskirchen) – Buch am Buchrain – Kronacker (Hohenlinden).
- Südlich von Eschlbach – Frauenvils (Taufkirchen/Vils) – Gebensbach bei Velden (Taufkirchen/Vils) – Seifriedswörth (Wurmsham) – Schönberg.
- Westlich von Schönberg – Lohkirchen – Mettenheim.
- Nördlich von Kronacker – Straßmeier (Maitenbeth) – Kirchdorf – Aschau am Inn – Mühldorfer Hart.

## Größte Orte
| Gemeinde        | Einwohner der Gemeinde | Einwohner des Ortes |
| --------------- | ---------------------- | ------------------- |
| Dorfen, Stadt   | 7.262                  | 13.723              |
| Buchbach, Markt | 1.570                  | 03.111              |
| Isen, Markt     | 2.766                  | 05.293              |
| Ampfing         | 3.807                  | 06.074              |
| Schwindegg      | 1.908                  | 03.422              |
| Sankt Wolfgang  | 1.662                  | 04.312              |

Koordinaten: 48° 15′ N, 12° 11′ O